# Grivillers
Grivillers település Franciaországban, Somme megyében. Lakosainak száma 91 fő (2022. január 1.). Grivillers Armancourt, Bus-la-Mésière, Dancourt-Popincourt, Fescamps, Laboissière-en-Santerre és Marquivillers községekkel határos.

## Népesség
A település népességének változása:
| Lakosok száma | 75   | 80   | 83   | 86   | 87   | 88   | 90   | 90   | 91   |
|               | 2013 | 2015 | 2016 | 2017 | 2018 | 2019 | 2020 | 2021 | 2022 |